# (100616) 1997 TN2
(100616) 1997 TN2 es un asteroide perteneciente al cinturón de asteroides, descubierto el 3 de octubre de 1997 por el equipo del OCA-DLR Asteroid Survey desde el Sitio de Observación de Calern, Caussols, Francia.

## Designación y nombre
Designado provisionalmente como 1997 TN2.

## Características orbitales
1997 TN2 está situado a una distancia media del Sol de 2,558 ua, pudiendo alejarse hasta 3,077 ua y acercarse hasta 2,040 ua. Su excentricidad es 0,202 y la inclinación orbital 14,01 grados. Emplea 1494,97 días en completar una órbita alrededor del Sol.

## Características físicas
La magnitud absoluta de 1997 TN2 es 16,1.